# Ross (Dakota du Nord)
Pour les articles homonymes, voir Ross.
La ville américaine de Ross est située dans le comté de Mountrail, dans l’État du Dakota du Nord. Lors du recensement de 2010, sa population s’élevait à 97 habitants.

## Histoire
Ross a été fondée en 1902.

## Démographie
| 1960 | 1970 | 1980 | 1990 | 2000 | 2010 |
| ---- | ---- | ---- | ---- | ---- | ---- |
| 167  | 125  | 104  | 61   | 48   | 97   |

## Source
- (en) Cet article est partiellement ou en totalité issu de l’article de Wikipédia en anglais intitulé « Ross, North Dakota » (voir la liste des auteurs).

1. ↑  (en) « Statistiques des États-Unis - Dakota du nord - Profils des comtés de 2010 » (consulté en juin 2021)